# Harpokrates
Harpokrates (den græske form af egyptisk Harpakhrad, ell. Heru-Pa-Khret barnet Horus) er Horusbarnet, altså Horus som lille. Harpokrates gengives oftest nøgen og med en finger ved munden, hvilket er blevet udlagt til at symbolisere barnets sutten på fingeren, eller en påmindelse om at bevare en hemmelighed (shhhh!). Det var især grækerne, der anså Harpokrates for at være stilheden og hemmelighedens gud.
Harpokrates er gengivet på de såkaldte Horussteler, som blev anvendt magisk i Egypten. Stelerne var meget udbredte som magisk beskyttelse mod onde ånder i hjemmet. På stelen ser man f.eks. Horusbarnet med to slanger i hver hånd, samt en løve i venstre hånd og en antilope i højre, stående på to krokodiller, og med et beskyttende Bes-maske over sit hoved. Harpokrates er også fremstillet siddende på Isis skød, som solbarnet i en lotusblomst, eller som vandbærer med en krukke, eller et overflødighedshorn symboliserende overflod.
Denne form af Horus blev dyrket meget i Grækenland og Egypten i Sentiden (712-332 f.v.t.).
En skulptur af Harpokrates står bl.a. i en af salene i Den Danske Frimurerordens stamhus på Blegdamsvej i København.

## Eksterne kilder og henvisninger
- Politikens bog om det gamle Egypten, Torben Holm Rasmussen, ISBN 87-00-65686-0.